# Константин Мирчев
Константин Мирчев е български футболист, играе на позицията полузащитник. Син на футболиста на ЦСКА Светлин Мирчев – Доцента. 

## Кариера
Юноша на ЦСКА, играе като полузащитник. Дебютира за първия отбор през сезон 1996/97, когато отборът печели шампионската титла и Купата на България. След това продължава кариерата си под наем в няколко отбора: Етър Велико Търново (1997 – 1999), Шумен (1999 – 2000), Спартак Варна (2001), Черно море Варна (2002 – 2003 и 2004). През 2004 година преминава окончателно в Черно море Варна, където играе до 2008 г.
През 2008 г. започва международен период в своята кариера, когато преминава в кипърския отбор Омония Аридипу. През 2010 г. се присъединява към друг кипърски клуб – Онизилос Сотира, където играе до 2011 г. През 2012 г. се завръща в България, където за кратко играе за Ботев Враца и Локомотив Пловдив.

## Треньорска кариера
Започва треньорската си кариера като помощник-треньор на Александър Томаш в Банско, където работи от 2013 до 2015 г. След това продължава като помощник в Локомотив Горна Оряховица през 2016 г. и във Верея Стара Загора (2016 – 2017). През 2018 г. става помощник-треньор в Берое Стара Загора, където остава до 22 октомври 2019 г.
На 19 ноември 2020 г. е назначен за помощник-треньор в щаба на Александър Томаш в Етър Велико Търново, където остава до 16 юни 2021 г. На 11 април 2022 г. заема същата роля в Локомотив Пловдив. На 23 май 2024 г. става временен старши треньор на отбора, но напуска само четири дни по-късно, на 27 май 2024 г.
През юни 2024 г. отново се присъединява към екипа на Александър Томаш, този път като помощник-треньор в Спартак Варна. На 28 август 2024 г. се завръща в ЦСКА (София), където става част от треньорския щаб на Александър Томаш.